# Barnard College
El Barnard College és una universitat d'arts liberals reservada a les dones, situat a la ciutat de Nova York. Fundat el 1889, el Barnard College està afiliat a la Universitat de Colúmbia i posseeix un campus independent al barri de Morningside Heights a Manhattan. L'establiment té també la seva pròpia administració, els seus propis professors i el seu propi pressupost. El seu campus s'estén al llarg de Broadway entre els carrers 116 i 120, és a dir, a la vora de Colúmbia.
La relació entre Barnard College i la Universitat de Colúmbia ha estat estreta des de l'origen del College. Fundat en resposta a la negativa dels consellers de Colúmbia a admetre dones a la seva institució, va ser anomenat "Barnard" en honor del president de Colúmbia d'aleshores, que sí es mostrava a favor de la coeducació. Des de l'any 1900, les relacions entre Barnard i Colúmbia s'han estructurat en base a acords que es renegocien periòdicament. Així, estudiants de Barnard i de Colúmbia tenen accés a classes a assignatures, associacions i biblioteques de les dues universitats; a més, els diplomes de Barnard són signats pel president de Colúmbia i en duen el segell, i les estudiants de Barnard poden unir-se a sororitats de Colúmbia.
L'escola és un dels establiments per a dones més prestigiosos i selectius dels Estats Units, ja que forma part de les «Seven Sisters» i ha estat classificat com un dels millors colleges del país als rànquings nacionals més citats. El seu campus està situat al barri de Morningside Heights, també conegut com a "Academic Acropolis" per la concentració de diversos establiments entre els quals es troben el Bank Street College of Education o el Jewish Theological Seminary.